# Zastava Afganistana
Zastava Afganistana usvojena je 2021. godine okupacijom Talibana i osvajanjem cijelog Afganistana nakon povlačenja vojske SAD-a.
Trenutna službena zastava Afganistana sastoji se od šehadeta ispisanog crnom bojom na bijeloj površini arapskom kaligrafijom, specifično u stilu tulut.
Afganistan je zastavu promijenio više puta tijekom 20. stoljeća, a većina zastava tog razdoblja bile su trobojnice crne, crvene i zelene boje. Afganistan je ukupno izmijenio 28 zastava kroz svoju povijest.

## Povijest
| Zastava                                                  | Vrijeme korištenja                      | Naziv države                     | Omjer | Namjena | Opis |
| -------------------------------------------------------- | --------------------------------------- | -------------------------------- | ----- | ------- | --- |
|                                                          | 19. listopada 1978. – 21. travnja 1980. | Demokratska Republika Afganistan | 1:2   |         | Revolucijom od 27. travnja 1978. godine Afganistan je krenuo prema stvaranju marksističko-lenjinističke države. To pokazuje njegova crvena zastava i narodni grb na njoj. Petokraka zvijezda na vrhu grba trepa prikazivati pet narodnosti zemlje. Riječ u sredini označava narod, a crvena boja simbolizira njihovu borbu protiv imperijalizma, feudalizma i drugih oblika ugnjetavanja. Natpis na traci se prevodi kao Saurska revolucija 1357., odnosno travanjska revolucija 1978. Vijenac pšenice ne simbolizira samo razarsko zanimanje većine stanovništva nego podsjeća i na legendu koja kaže da su prvi indoiranski kralj Yama i prvi afganistanski kralj Ahmed-šah okrunjeni pšenicom. |
| Zastava Afganistana od 2013. do 2021.                    | 2004. – 2021.                           | Islamska Republika Afganistan    |       |         | Sastoji se od okomito raspoređenih boja: crne, crvene i zelene. U sredini je amblem s džamijom i mihrabom okrenutim prema Meki. I dalje se upotrebljava međunarodno te u svrhe protesta i otpora Talibanima. |
| Zastava Afganistanskog islamskog emirata (2021. – danas) | 2021. – danas                           | Islamski Emirat Afganistan       |       |         | Šehadet ispisan crnom bojom na bijeloj pozadini kaligrafskim pismom tulut. |